# Аль-Вакиф, Яхья ульд Ахмед
Яхья ульд Ахмед аль-Вакиф (араб. يحيى ولد أحمد الواقف‎; 1960, Муджерия, Тагант, Мавритания в составе Французского Сообщества) — мавританский политик и государственный деятель, 11-й премьер-министр Мавритании (6 мая 2008 — 6 августа 2008), педагог, профессор факультета экономики и юридических наук Университета Нуакшота, министр сельского хозяйства (2022—2023).

## Биография
В 1981—1984 годах изучал статистику в Рабате (Марокко), затем в 1984—1986 годах — экономику. В октябре 1986 года стал профессором экономики в Университете Нуакшота. В 1989—1999 годах работал в региональном управлении всемирной продовольственной программы.
С января по август 2003 года занимал пост генерального директора Мавританской газовой компании (Societé Mauritanienne de Gaz, SOMAGAZ). Затем, с сентября 2003 по октябрь 2004 года — директор национального парка Банк д’Арген. В октябре 2004 года был назначен генеральным секретарём Министерства гидравлики и энергетики, занимал эту должность до апреля 2005 года, после чего до декабря 2006 года работал генеральным директором национальной авиакомпании Air Mauritanie. В феврале 2007 года стал советником министра финансов Мавритании.
В апреле 2007 года вступивший в должность президент Сиди Мохамед ульд Шейх Абдаллахи назначил аль-Вакифа генеральным секретарём администрации президента в ранге министра. В январе 2008 года он был избран председателем партии Национальный пакт за демократию и развитие (ADIL), созданной для поддержки Сиди Мохамед ульд Шейх Абдаллахи.
С 6 мая по 6 августа 2008 года занимал пост премьер-министра Мавритании.
В это время в стране наступил серьёзный политический кризис. Президента Сиди Мохаммеда ульд Шейх Абдуллахи и правительство упрекали в неспособности улучшить экономическую ситуацию в стране, справиться с нищетой и безработицей, а также в злоупотреблении полномочиями. 3 августа ряды правящей партии покинули сразу 48 депутатов парламента, ещё больше ослабив позиции руководства страны.
Яхья ульд Ахмед аль-Вакиф был свергнут в результате военного переворота в Мавритании (2008).